# August von Senarclens de Grancy
August Ludwig von Senarclens de Grancy (ur. 19 sierpnia 1794 w Vaud, Szwajcaria, zm. 3 października 1871 w Jugenheim) – niemiecko-szwajcarski arystokrata, baron.
Jest uważany za długoletniego kochanka wielkiej księżnej Hesji, Wilhelminy Badeńskiej oraz biologicznego ojca czwórki ostatnich dzieci księżnej, co czyniłoby go przodkiem licznych europejskich rodzin królewskich.

## Życiorys
Urodził się jako Auguste Louis de Senarclens de Grancy na zamku d'Etoy (siedzibie rodu de Loriol) w szwajcarskim kantonie Vaud jako pierworodny syn spośród 3 braci i 4 sióstr małżeństwa Cesara Augusta, barona von Senarclens de Grancy (ur. 1763) i Élizabeth Claudine Marie-Rose de Loriol (ur. 1773).
Książę Hesji Ludwik II uczynił go swym koniuszym. Małżeństwo księcia Ludwika i księżnej Wilhelminy trwało w kryzysie. Ostatnie dziecko pary książęcej urodziło się w 1809. W 1820 doszło do separacji księcia i jego małżonki. Księżna Wilhelmina przeprowadziła się do zakupionego przez męża zamku Heiligenberg. Jednocześnie August został jego szambelanem. Mimo separacji pary książęcej w ciągu 4 kolejnych lat księżna urodziła czwórkę dzieci:
- Amalia Elżbieta (20 maja 1821–27 maja 1826)
- córka (ur. i zm. 7 czerwca 1822)
- Aleksander (1823–1888), mąż Julii Hauke, córki hr. Maurycego Hauke, założyciel rodu Battenbergów (Mountbattenów)
- Maria (1824–1880), żona cara Aleksandra II (1818–1881)

Mimo uznania potomstwa przez wielkiego księcia podejrzenia o ojcostwo Senarclensa pojawiały się dosyć powszechnie u jemu współczesnych m.in. w korespondencji dyplomatycznej oraz monarszej królowej Wiktorii oraz cara Mikołaja I.
Gdy w 1836 zmarła wielka księżna Wilhelmina, w tym samym roku August poślubił Luizę Wilhelminę Kamillę von Otting und Fünfstetten (ur. 24 maja 1810 – 1876), uznawaną za morgantyczną potomkinię książąt Palatynatu Dwóch Mostów oraz margrabiów Badenii Durlach
Małżeństwo doczekało się sześciorga dzieci:
- Wilhelmina von Senarclens de Grancy (ur. 11 sierpnia 1837, zm. 1912) – niezamężna,
- Ludwig von Senarclens de Grancy (ur. 9 czerwca 1839, zm. 2 lutego 1910), żona Amalia Barbara baronowa Löw von und zu Steinfurth,
- Maria Wilhelmina von Senarclens de Grancy (ur. 9 czerwca 1840, zm. 5 lipca 1908), mąż Ludwik Henryk von Hesse,
- Henryk Adolf Ludwik von Senarclens de Grancy (ur. 1845) – zmarł młodo,
- Albert Ludwik Fryderyk von Senarclens de Grancy (ur. 9 lutego 1847, zm. 20 stycznia 1901), żona kuzynka Antoninę von Senarclens de Grancy,
- Konstancja von Senarclens de Grancy (ur. 11 września 1852, zm. 9 marca 1933), mąż Karol von Oertzen.

## Odznaczenia
- Krzyż Wielki Orderu Ludwika (1865, Hesja)[6]
- Krzyż Wielki Orderu Zasługi Filipa Wspaniałomyślnego z Mieczami (1843, Hesja)[7]
- Komandor I Klasy Orderu Ludwika (1837, Hesja)
- Krzyż Wielki Orderu Zasługi Korony (Bawaria)[7]
- Order Świętego Stanisława I klasy (Rosja)[7]
- Kawaler Orderu Świętego Jana (Zakon Maltański)[7]